# Trio (werk)

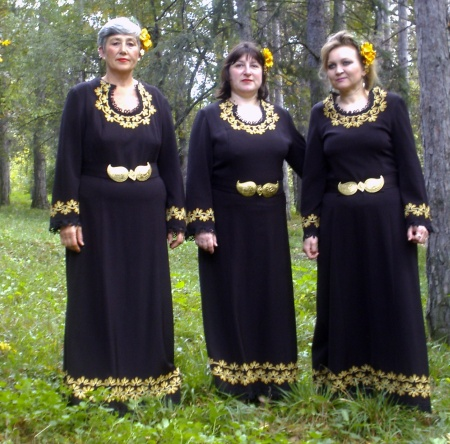
Vocaal folkloristisch zang en danstrio Agra uit Bulgarije

Een trio is een drietal personen die samen een bepaalde taak uitvoeren.

## Omschrijving
De taak kan zowel het opvoeren van een werk als muziek of theater, maar ook in uitvoerend werk spreekt men wel van een trio als drie mensen een verantwoordelijkheid delen in een werksituatie. De verdeling van het werk kan zo zijn dat elke partner een eigen deelverantwoordelijkheid heeft, maar het komt ook voor dat er gelijke verantwoordelijkheden zijn op verschillende taken. Van een trio wordt ook wel gesproken indien drie mensen tijdelijk samen optrekken om een bepaald maatschappelijk doel te bereiken. Een voorbeeld hiervan zijn 'de grote drie' uit de Tweede Wereldoorlog: het pact tussen Stalin, Roosevelt en Churchill om gezamenlijk nazi-Duitsland te verslaan. In de Romeinse geschiedenis was sprake van politieke triovorming in de periode van het Eerste Triumviraat en het Tweede Triumviraat. Wat geen trio is is een groep die toevallig uit drie personen bestaat en een bepaalde taak uitvoert, maar waarbij het met zijn drieën zijn niet een onderscheidend criterium is. Hieronder vallen vele muziekgroepen, die soms tijdelijk en soms blijvend uit drie personen bestaan maar ook samenwerkingsverbanden buiten de kunsten die toevallig uit drie personen bestaan maar die door de buitenwereld niet specifiek als trio worden beschouwd en zich ook niet als zodanig manifesteren zelf. Ook in de literatuur en kunst zijn er personages die bewust neergezet worden als trio. Bijvoorbeeld in het literatuur genre sciencefiction worden de schrijvers Isaac Asimov, Robert Heinlein en Arthur Clarke als 'de grote drie' beschouwd.

## Bekende menselijke trio's
- 3JS
- The Andrews Sisters
- The Beastie Boys
- Jacques Brel, Georges Brassens en Léo Ferré (de "Grote Drie" van het chanson)
- Julius Caesar, Crassus en Pompeius
- De Clement Peerens Explosition
- The Cocktail Trio, een Nederlandse muziekgroep
- Dixie Chicks
- Destiny's Child
- Emerson, Lake & Palmer
- Toon Hermans, Wim Kan en Wim Sonneveld (de "Grote Drie" van het Nederlandse cabaret)
- K3
- Laïs
- Linda, Roos & Jessica, een voormalige Nederlandse zanggroep
- Lowland Trio, een Nederlandse muziekgroep
- Luv', een voormalige Nederlandse zanggroep
- Mark Uytterhoeven, Guy Mortier en Rob Vanoudenhoven, de vaste panelleden in Alles Kan Beter.
- Groucho Marx, Chico Marx en Harpo Marx als The Marx Brothers (zonder Zeppo Marx)
- De Meiden van Halal
- Nirvana
- Luciano Pavarotti, Plácido Domingo en José Carreras, alias De Drie Tenoren
- The Puppini Sisters
- Ritz Brothers
- Rosenberg Trio, een Nederlands muziektrio
- Run-DMC
- Peter, Paul and Mary
- The Supremes
- The Three Degrees
- The Three Stooges
- Treble
- Trio Cassiman
- Rooyackers, Kamps & Kamps, een voormalig cabarettrio
- De Vliegende Panters, een cabaretgroep
- John Butler Trio, een Australische jamband

## Fictieve trio's
- Asterix, Obelix en Idefix
- Charlie's Angels
- De drie biggetjes
- De drie broers
- De Drie Caballeros
- De drie gelukskinderen
- De drie mannetjes in het bos
- De drie musketiers
- De drie rechters
- Ed, Edd n Eddy
- De gebroeders Karamazov
- Harry, Ron en Hermelien
- De Graeae
- The Good, the Bad and the Ugly
- De Grote Drie
- De Horen, zien en zwijgen-aapjes
- Jimbo Jones, Dolph en Kearney
- Kwik, Kwek en Kwak
- Lizzy, Juultje en Babetje
- Loeki, Rieki en Wieki
- The Powerpuff Girls
- Roos en haar Mannen
- Spinal Tap in This is Spinal Tap
- Stef, Staf en Stylo in Urbanus